# Pseudosciaphila
Pseudosciaphila là một chi bướm đêm thuộc phân họ Olethreutinae, trong họ Tortricidae.

## Các loài
- Pseudosciaphila branderiana (Linnaeus, 1758)
- Pseudosciaphila duplex (Walsingham, 1905)